# Annika Saarikko
Annika Virpi Irene Saarikko (Oripää, 10 de noviembre de 1983) es una política y ministra finlandesa. El 5 de septiembre de 2020, fue elegida líder del Partido del Centro de Finlandia.
Saarikko tiene una licenciatura en estudios de medios de comunicación de la Universidad de Turku. 
El 14 de junio de 2010, fue elegida vicepresidenta del Partido del Centro. Fue elegida al Parlamento de Finlandia en las elecciones parlamentarias de Finlandia de 2011.  Desde el 10 de julio de 2017 hasta el 6 de junio de 2019, Saarikko fue ministra de Asuntos Familiares y Servicios Sociales. El 6 de junio de 2019 fue nombrada Ministra de Ciencia y Cultura. Saarikko tomó la licencia de maternidad el 9 de agosto de 2019 y el puesto fue ocupado por Hanna Kosonen hasta que Saarikko reasumió su cargo en agosto de 2020. Se convirtió en vice primera ministra, puesto tradicionalmente ocupado por el o la líder del segundo partido más grande de la coalición de gobierno en septiembre de 2020.